# Каузальная модель

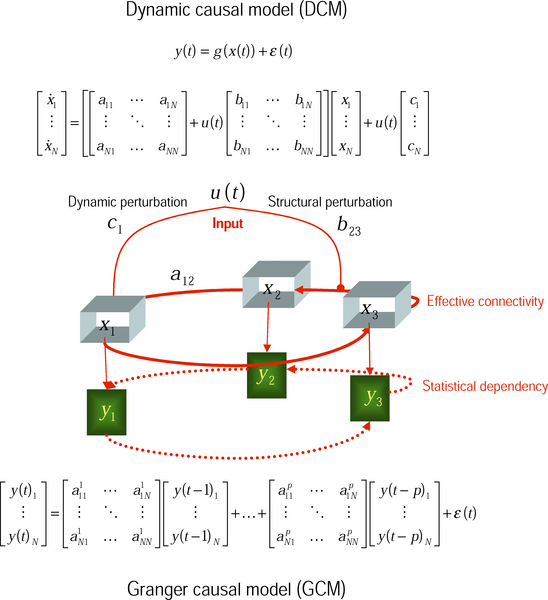
Сравнение двух конкурирующих каузальных моделей (DCM, GCM), используемых для интерпретации изображений FMRI

Каузальная модель, причинная модель — это концептуальная модель, описывающая причинные механизмы системы. Каузальные модели могут повысить качество исследования, предоставляя чёткие правила включения независимых переменных в анализ. Они могут позволить ответить на некоторые вопросы на основе существующих данных наблюдений без необходимости интервенционного исследования, такого как рандомизированное контролируемое испытание. Некоторые интервенционные исследования не подходят по этическим или практическим причинам, а это означает, что без каузальной модели некоторые гипотезы не могут быть проверены.
Каузальные модели могут помочь в решении вопроса о внешней валидности (применимы ли результаты одного исследования к неисследованным группам). Каузальные модели могут позволить объединить данные нескольких исследований, чтобы ответить на вопросы, на которые не может ответить ни один отдельно взятый набор данных. Каузальные модели фальсифицируемы, и если они не соответствуют данным, то должны быть отвергнуты как недействительные. Они также должны быть понятны для тех, кто близок к явлениям, которые модель намеревается объяснить.
Каузальные модели имеют применение в обработке сигналов, эпидемиологии и машинном обучении. По мнению Джуды Перла, высказанному в «Книге причин» (англ. The Book of Why, 2018 год), каузальные модели являются необходимым элементом в развитии сильного искусственного интеллекта.

## Определение
Каузальные модели — это математические модели, представляющие причинно-следственные связи внутри отдельной системы или группы. Они облегчают вывод о причинно-следственных связях из статистических данных. Они могут многое рассказать нам об эпистемологии причинности и о связи между причинностью и вероятностью. Они также были применены к темам, представляющим интерес для философов, таким как теория принятия решений и анализ фактической причинности.
Джуда Перл определяет каузальную модель как упорядоченную тройку {\displaystyle \langle U,V,E\rangle } , где {\displaystyle U} — набор экзогенных переменных, значения которых определяются факторами вне модели; {\displaystyle V} — набор эндогенных переменных, значения которых определяются факторами внутри модели; и {\displaystyle E} — набор структурных уравнений, выражающих значение каждой эндогенной переменной как функцию значений других переменных в {\displaystyle U} и {\displaystyle V}.

## История
Аристотель определил таксономию причинности, включающую материальные, формальные, действенные и конечные причины. Юм отверг подход Аристотеля в пользу контрфактуального мышления. В какой-то момент он отрицал, что объекты обладают «силами», которые делают один из них причиной, а другой следствием. Однако позднее он принял утверждение: «если бы первого объекта не было, второго никогда бы не существовало» (необходимое условие причинности).
В конце 19 века начала формироваться статистика как научная дисциплина. После многолетних усилий по выявлению причинных правил для таких областей, как биологическое наследование, Гальтон ввёл концепцию регрессии к среднему (наблюдая синдром второкурсника в спорте), которая позже привела его к не-причинной концепции корреляции.
Карл Пирсон, будучи позитивистом, исключил понятие причинности из большей части науки как недоказуемый частный случай ассоциации и ввёл коэффициент корреляции как метрику ассоциации. Он писал: «Сила как причина движения в точности то же самое, что бог дерева как причина роста», и что причинность была только «фетишем среди непостижимых тайн современной науки». Пирсон основал компанию Biometrika и лабораторию биометрии в Университетском колледже Лондона, которая стала мировым лидером в области статистических исследований.
В 1908 году Харди и Вайнберг решили проблему устойчивости признаков, и их решение привело Гальтона к отказу от причинности, возродив менделевское наследование.
В 1921 году анализ путей Райта стал теоретическим предком каузального моделирования и каузальных графов. Он разработал этот подход, пытаясь распутать относительное влияние наследственности, развития и окружающей среды на модели шерсти морских свинок. Он подкрепил свои теоретические утверждения, показав, как такой анализ может объяснить связь между весом морской свинки при рождении, временем внутриутробного развития и размером помёта. Противодействие этим идеям авторитетных учёных-статистиков привело к тому, что в течение последующих 40 лет их игнорировали (за исключением животноводов). Вместо этого учёные полагались на корреляции, отчасти благодаря критику Райта Рональду Фишеру.
В 1923 году Ежи Нейман ввёл понятие потенциального результата, но его статья не была переведена с польского на английский язык до 1990 года.
В 1958 году Дэвид Кокс предупредил, что управление переменной Z допустимо только в том случае, если на неё крайне маловероятно влияние независимых переменных. В 1960-е годы Дункан, Блалок и Голдбергер заново открыли анализ путей.
Социологи первоначально называли каузальные модели моделированием структурных уравнений, но как только он стал механическим методом, он потерял свою полезность, что привело к тому, что некоторые практики отвергли любую связь с причинностью. Экономисты приняли алгебраическую часть анализа путей, назвав её одновременным моделированием уравнений. Однако они по-прежнему избегали приписывать причинно-следственный смысл своим уравнениям.
Через шестьдесят лет после своей первой статьи Райт опубликовал статью, в которой резюмировал первую, следуя критике Карлина и других, которые возражали, что она обрабатывает только линейные отношения и что надёжные, свободные от моделей представления данных более показательны.
В 1973 году Дэвид Льюис выступил за замену корреляции на причинно-следственную связь (контрфактуалы). Он ссылался на способность людей представлять себе альтернативные миры, в которых причина имеет место или нет, и в которых следствие появляется только после своей причины. В 1974 году Рубин ввёл понятие «потенциальных результатов» в качестве языка для постановки причинных вопросов.
В 1983 году Нэнси Картрайт предложила, чтобы любой фактор, который «причинно связан» с эффектом, был обусловлен, выходя за рамки простой вероятности как единственного ориентира.
В 1986 году Барон и Кенни ввели принципы обнаружения и оценки медиации в системе линейных уравнений. По состоянию на 2014 год их статья была 33-й по цитируемости за все время. В том же году Гринланд и Робинс ввели подход «взаимозаменяемости» для обработки спутывающих факторов путём рассмотрения контрфактуала. Они предложили оценить, что произошло бы с группой пациентов, если бы они не получили лечение, и сравнить этот результат с результатом контрольной группы. Если результаты совпали, то спутывание отсутствует.
В настоящее время в лаборатории искусственного интеллекта Колумбийского университета проводятся исследования приложения теории причинного моделирования на искусственные нейронные сети.

## Лестница причинности
Причинная метамодель Перла включает в себя трёхуровневую абстракцию, которую он называет лестницей причинности. Самый низкий уровень, ассоциативный (видение/наблюдение), предполагает восприятие закономерностей или паттернов во входных данных, выраженных в виде корреляций. Средний уровень, вмешательство, предсказывает последствия преднамеренных действий, выраженных в виде причинно-следственных связей. Высший уровень, контрфактуал, включает в себя построение теории, которая объясняет, почему конкретные действия имеют конкретные эффекты и что происходит в отсутствие таких действий.

### Ассоциация
Один объект ассоциируется с другим, если наблюдение одного изменяет вероятность наблюдения другого. Пример: покупатели, которые покупают зубную пасту, с большей вероятностью также покупают зубную нить. Ассоциации также могут быть измерены путём вычисления корреляции двух событий. Ассоциации не имеют причинного смысла. Одно событие может вызвать другое, обратное может быть истинным, или оба события могут быть вызваны каким-то третьим событием.

### Вмешательство
Этот уровень утверждает определённые причинно-следственные связи между событиями. Причинность оценивается путём экспериментального выполнения некоторого действия, которое влияет на одно из событий. Пример: если бы мы удвоили цену зубной пасты, какова была бы новая вероятность покупки? Причинно-следственная связь не может быть установлена путём изучения истории изменения цен, потому что изменение цены могло быть вызвано какой-то другой причиной, которая сама могла повлиять на второе событие (тариф, который увеличивает цену обоих товаров).

### Контрфактуал
Высший уровень, контрфактический, предполагает рассмотрение альтернативной версии прошлого события или того, что могло бы произойти при других обстоятельствах для той же экспериментальной установки. Например, какова вероятность того, что, если бы магазин удвоил цену зубной нити, покупатель зубной пасты всё равно купил бы её?
Контрфактуалы могут указывать на существование причинно-следственной связи. Модели, которые включают в себя контрфактуалы, позволяют проводить точные вмешательства, последствия которых можно предсказать. В крайнем случае, такие модели принимаются как физические законы, например, закон инерции гласит, что если сила не приложена к неподвижному объекту, он не будет двигаться.

## Причинность

### Причинность против корреляции
Статистика вращается вокруг анализа взаимосвязей между несколькими переменными. Традиционно эти отношения описываются как корреляции, ассоциации без каких-либо подразумеваемых причинно-следственных связей. Причинно-следственные модели пытаются расширить эту структуру, добавив понятие причинно-следственных связей, в которых изменения одной переменной вызывают изменения в других.
Определения причинности двадцатого века основывались исключительно на вероятностях/ассоциациях. Было сказано, что одно событие (X) вызывает другое, если оно повышает вероятность другого (Y). Математически это выражается как
{\displaystyle P(Y|X)>P(Y)}
Такие определения неадекватны, поскольку другие отношения (например, общая причина для X и Y) могут удовлетворять условию. Причинность имеет отношение ко второй ступени лестницы. Ассоциации находятся на первом этапе и дают только доказательства для последнего. Более позднее определение попыталось устранить эту двусмысленность, обусловливаясь фоновыми факторами. Математически это выражается как
{\displaystyle P(Y|X,K=k)>P(Y|K=k),}
где K — набор фоновых переменных, а k — значения этих переменных в определённом контексте. Однако требуемый набор фоновых переменных является неопределённым, пока вероятность является единственным критерием, так как несколько наборов могут увеличить вероятность.
Другие попытки определить причинность включают причинность Грейнджера, статистический тест гипотезы о том, что причинность в экономике может быть оценена путём измерения способности предсказывать будущие значения одного временного ряда, используя предыдущие значения другого временного ряда.

### Типы
Причина может быть необходимой, достаточной, способствующей или иметь несколько этих свойств.

#### Необходимость
Чтобы событие x было необходимой причиной y, наличие y должно подразумевать предшествующее возникновение x. Присутствие x, однако, не означает, что y произойдёт. Это означает, что y не произошло бы, если бы не возникновение x.

#### Достаточные причины
Чтобы событие x было достаточной причиной y, наличие x должно подразумевать последующее возникновение y. Однако другая причина z может независимо вызывать y. Таким образом, наличие y не требует предшествующего появления x.

#### Сопутствующие причины
Для того чтобы x был сопутствующей причиной y, присутствие x должно увеличивать вероятность y. Если вероятность равна 100 %, то x вместо этого называется достаточным. Сопутствующая причина также может быть необходимой.

## Модель

### Причинно-следственная диаграмма
Причинно-следственная диаграмма — это ориентированный граф, который отображает причинные связи между переменными в причинной модели. Она включает в себя набор переменных (или узлов). Каждый узел связан стрелкой с одним или несколькими другими узлами, на которые он оказывает причинное влияние. Стрелка определяет направление причинности, например, стрелка, соединяющая переменные A и B со стрелкой в точке B, указывает, что изменение A вызывает изменение B (с соответствующей вероятностью). Путь — это обход графа между двумя узлами, следующий за причинными стрелками.
Причинно-следственные диаграммы включают циклические диаграммы, ориентированные ациклические графы и диаграммы Исикавы.
Причинно-следственные диаграммы не зависят от количественных вероятностей. Изменения этих вероятностей (например, из-за технологических усовершенствований) не требуют изменений в модели.

### Элементы модели
Причинные модели имеют формальные структуры с элементами со специфическими свойствами.

#### Паттерны соединения
Существует 3 типа соединений трёх узлов — линейные цепи, вилки и коллайдеры.

#### Цепи
Цепи — это прямые линии связи со стрелками, указывающими от причины к следствию. В этой модели B является посредником в том смысле, что он опосредует воздействие, которое A имело бы на C.
{\displaystyle A\rightarrow B\rightarrow C}

#### Вилки
В вилках одна причина имеет множество следствий. Существует не причинная, ложная корреляция между А и С, которая может быть устранена путём обусловливания на В для определённого значения В.
{\displaystyle A\leftarrow B\rightarrow C}
Развитие вилки выглядит следующим образом:
{\displaystyle A\leftarrow B\rightarrow C\rightarrow A}
В таких моделях B является общей причиной A и C (которая также вызывает A), что делает B посредником.

#### Коллайдер
В коллайдерах несколько причин влияют на один результат. Обусловленность для конкретного значения B часто выявляет непричинную отрицательную корреляцию между A и C. Эта отрицательная корреляция была названа ошибкой коллайдера: B объясняет корреляцию между A и C. Корреляция может быть положительной в том случае, когда вклады как от A, так и от C необходимы для влияния на B:
{\displaystyle A\rightarrow B\leftarrow C}

### Типы узлов

#### Медиатор
Переменная-посредник изменяет влияние других причин на результат (в отличие от простого влияния на результат). Например, в приведённом выше примере цепи В является посредником, поскольку он изменяет влияние А (косвенной причины С) на С (результат).

#### Спутывающая переменная
Спутывающая переменная (конфаундер) влияет на несколько исходов, создавая положительную корреляцию между ними.

#### Инструментальная переменная
Инструментальная переменная:
- имеет путь к результату
- не имеет другого пути к причинным переменным
- не имеет прямого влияния на результат

Коэффициенты регрессии могут измерять причинное влияние инструментальной переменной на результат до тех пор, пока этот эффект не спутывается[уточнить]. Таким образом, инструментальные переменные позволяют количественно определять причинные факторы без данных о спутывающих переменных.
Например, в модели:
{\displaystyle Z\rightarrow X\rightarrow Y\leftarrow U\rightarrow X,}
где Z — инструментальная переменная, поскольку она имеет путь к результату Y и не имеет оснований, например, для U.
Можно улучшить точность модели, обусловливая другую переменную, чтобы блокировать пути между инструментом и конфаундером и объединив несколько переменных для формирования единого инструмента.

## Ассоциации

### Условия независимости
Условия независимости — это правила для принятия решения о том, являются ли две переменные независимыми друг от друга. Переменные независимы, если значения одной из них непосредственно не влияют на значения другой. Несколько причинных моделей могут совместно использовать условия независимости. Например, модели
{\displaystyle A\rightarrow B\rightarrow C} и {\displaystyle A\leftarrow B\rightarrow C}
имеют одинаковые условия независимости, потому что обусловленность на В оставляет А и С независимыми. Однако эти две модели не имеют одинакового значения и могут быть фальсифицированы на основе данных (то есть, если данные наблюдений показывают связь между А и С после обусловливания на В, то обе модели неверны). И наоборот, данные не могут показать, какая из этих двух моделей правильна, поскольку они имеют одинаковые условия независимости. Обусловливание переменной — это механизм для проведения гипотетических экспериментов. Обусловливание переменной включает в себя анализ значений других переменных для данного значения обусловленной переменной. В первом примере обусловленность на B подразумевает, что наблюдения для данного значения B не должны показывать никакой зависимости между A и C. Если такая зависимость существует, то модель неверна. Не каузальные модели не могут проводить такие различия, потому что они не делают каузальных утверждений.

### Конфаундер и деконфаундер
Важным элементом корреляционного исследования является выявление потенциально противоречивых влияний на исследуемую переменную, таких как демография. Однако правильный список спутывающих переменных не может быть определён априори. Таким образом возможно, что исследование может контролировать нерелевантные переменные или даже (косвенно) исследуемую переменную.
Причинно-следственные модели предлагают надёжный метод идентификации соответствующих спутывающих переменных. Формально Z является конфаундером, если Y связан с Z путями, не проходящими через X. Они часто могут быть определены с помощью данных, собранных для других исследований.

### Регулировка бэкдора
Для анализа причинного влияния X на Y в каузальной модели необходимо скорректировать все переменные-конфаундеры.